# Peperomia kusaiensis
Peperomia kusaiensis är en pepparväxtart som beskrevs av Hosokawa. Peperomia kusaiensis ingår i släktet peperomior, och familjen pepparväxter. Inga underarter finns listade i Catalogue of Life.